# Karl Kesel
Karl Kesel (7 de janeiro de 1959) é um escritor e colorista de quadrinhos (pt: banda desenhada) norte americano contratado, primariamente, pela DC Comics. Nascido em Victor, Nova Iorque, Kesel é, também, membro do Periscope Studio.
Kesel trabalhou, junto como o ilustrador de quadrinhos, Brandon McKinney nos números #6 e #13 da série Aliens: Space Marines (publicada pela Dark Horse Comics). Ele é o criador do atual Superboy (Kon-El), que fez sua primeira aparição durante o arco "Return of Superman", que começou na revista Adventures of Superman #500.